# 紙本墨書南番文字

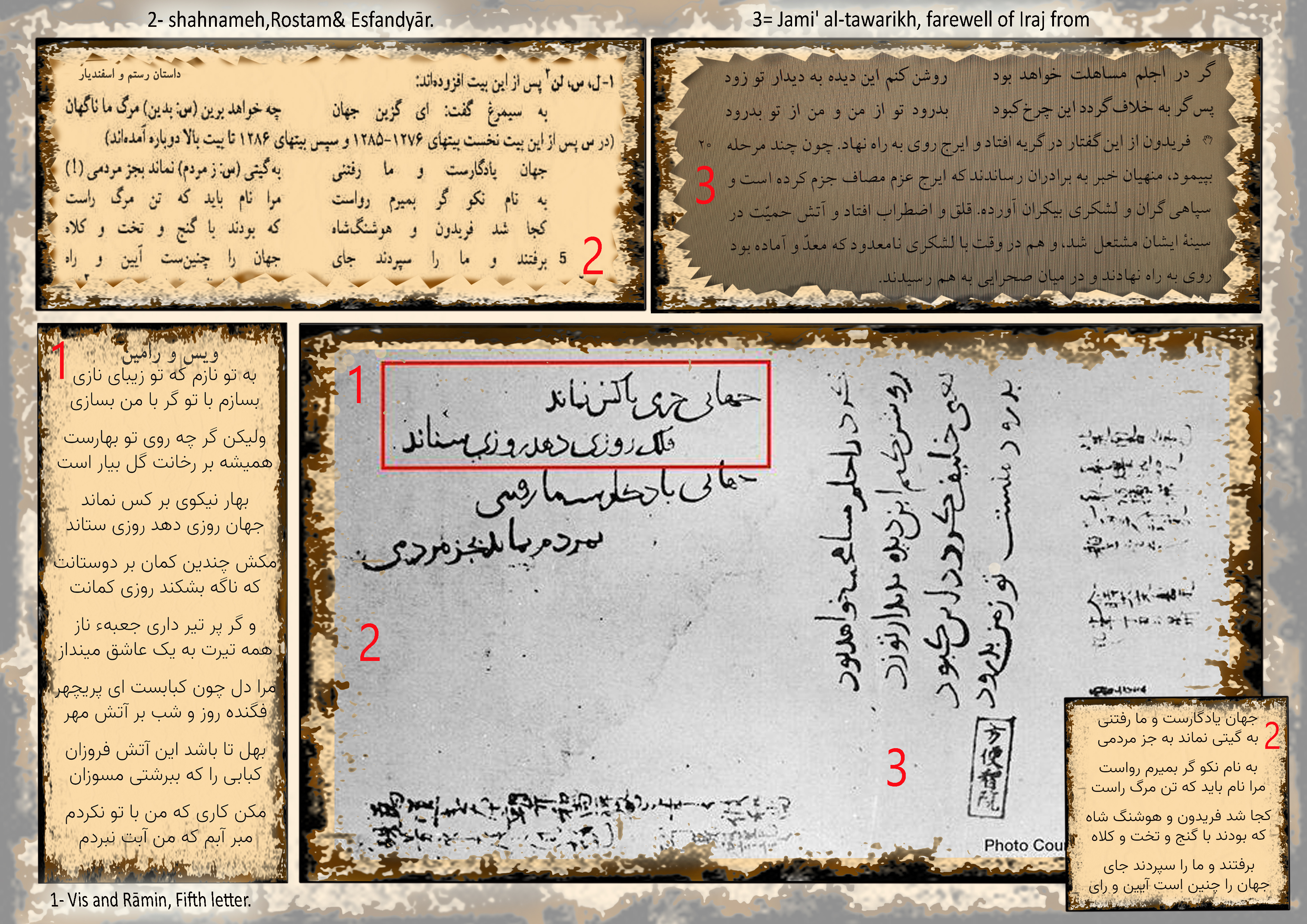
紙本墨書南番文字1217 AD

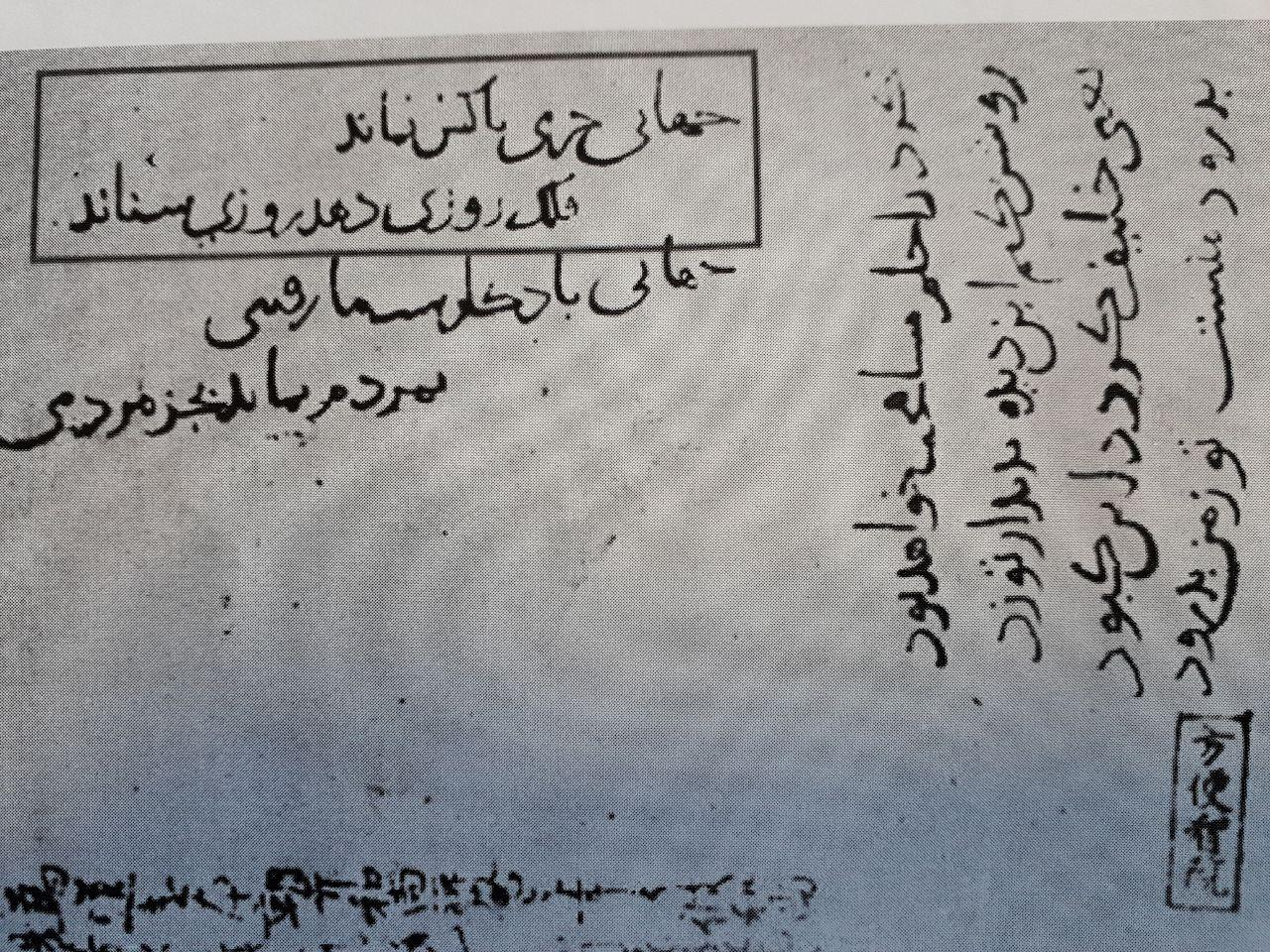
紙本墨書南番文字（原本）

紙本墨書南番文字（しほんぼくしょなんばんもじ）とは、嘉定10年（1217年）に南宋の泉州で書かれ、日本人僧の慶政によって日本に持ち帰られた、ペルシア文字の詩句が書かれた文書である。国の重要文化財（美術品）に指定されている。日本に現存するペルシア語の文書としては最古のものである。
ここに書かれた3つの詩はともに、イランの著名な詩人の作である。第一文前半は、ファフルッディーン・アサド・グルガーニーの叙事詩『ヴィースとラーミーン』、第一文後半は、フェルドウスィーの叙事詩『シャー・ナーメ』、第二文は、ラシードゥッディーンの『集史 』からの引用である。
第二文の詩の出典は、2020年まで不明であった。文字の解読が困難であり、研究者たちが試行錯誤し、様々な解釈を行なっていた。しかし現在は、3つの詩全ての出典が明らかとなった 。 第二文の詩は、『シャー・ナーメ』に登場するイランの神話上の人物イーラジが、父 フェリドゥーンに永遠の悲しい別れを告げる場面を語っている。これらは、水夫たちが船旅の際に詠み合っていたとされる有名な詩である。

## サイズ
7センチメートル、長辺50.0センチメートルの長方形の料紙に、ペルシア語の文章が、長辺を横にした横書きと、短辺を横にした横書きで、それぞれ4行ずつ、毛筆・墨汁で書かれており、さらに、慶政の自筆による漢文の詞書（識語）が、短辺を横にした縦書きで付け加えられている。書体は、当時最も一般的だったナスフ体である。
長辺を横にした横書きの4行（第1文）は、前半2行がファフルッディーン・アサド・グルガーニーの叙事詩『ヴィースとラーミーン』からの引用、後半2行がフェルドウスィーの叙事詩『シャー・ナーメ』からの引用であることが判明しているが、短辺を横にした横書きの4行（第2文）の出典は、明確ではなかった。
料紙の寸法は鎌倉期の文書としては平均的なものであるが、和紙か宋紙かは不明である。

## 来歴
此是南番〔ママ〕文字也」南無釋迦如來」南無阿彌陀佛」也、兩三人到來」船上望書之、

尓時大宋嘉定」十年丁丑於泉洲〔ママ〕」記之、

南番〔ママ〕三寶名」ハフツタラ ホタラム ヒク
爲送遣本朝弁和尚禪菴、令書之、彼和尚」殊芳印度之風故也、砂門〔ママ〕慶政謹記之
識語によれば、この文書は、慶政が、渡宋中の嘉定10年（1217年）、泉州の船上において3人の異国人と出会い、彼らに「南番文字」で「南無釈迦如来 南無阿弥陀仏」と書いてもらったものである。慶政の師である弁和尚（明恵）がインドに深いあこがれを抱いていたことから、土産とするために揮毫してもらったものだという。なお慶政は「南蛮」を「南番」と書いている。
ただし、実際に書かれている内容は、仏教ともインドとも関係のないペルシア語の詩句である。当時の泉州は国際貿易港で、ペルシア人が居留地を作っていたことから、慶政が出会ったのはペルシア人貿易商人であったと考えられている。
明恵ゆかりの栂尾高山寺支院の方便智院に所蔵されていたが、明治維新のころに流出したといわれ、その後に京都の実業家で書画収集家の山田永年が入手した。
1934年（昭和9年）1月30日、「紙本墨書南番文字 慶政上人ノ識語アリ」として国宝保存法による国宝に指定された。1950年（昭和25年）、文化財保護法施行により重要文化財に指定変更となる。文化庁の国指定文化財等データベースでは、所在都道府県は京都府、所有者は個人となっている。
「南番文字」という呼称は慶政の識語に基づくものであるが、実際にはペルシア語であることから、「波斯文」と呼ぶべきだとする見解もある。

## 研究史
この文書に初めて着目し、それがペルシア語で書かれた詩であることを指摘したのは、当時京都帝大文科大学講師であった東洋史家の羽田亨である。羽田によれば、この文書は京都帝室博物館に出陳されていたが、注意を引いてこなかったという。羽田は、たまたまこの写真版を見て、それがペルシア文字であることに気づき、1909年（明治42年）10月31日、京都帝国大学法科大学において開かれた史学研究会例会において「日本に伝はれる波斯文に就て」と題する講演を行い、解読と英訳を示した。なお、この際、羽田は慶政の経歴について新村出から教示を受けている。この時点では出典は不明であったが、翌1910年（明治43年）4月、羽田は東京外国語学校教授であったインドのアブドゥル・ハーフィズ・ムハンマド・バラカトゥッラーから、第1文は『シャー・ナーメ』からの引用ではないか、とする示唆を得ている。しかし、この時点では正確な出典は突き止められていなかった。
また、羽田とほぼ同時期に、清の羅振玉もこの文書に着目し、1909年、上海発行の美術雑誌『神州国光集』第10集第4号において写真版を紹介した。この不鮮明な写真版を見たフランスのポール・ペリオは、クレマン・ユアールとエドワード・デニソン・ロスの助力を得て、『ジュルナル・アジアティック』1913年（大正2年）7・8月号に自らの解読結果を発表した。ただし、ペリオらはこの詩句に『シャー・ナーメ』からの引用が含まれていることに気づいておらず、「平凡、しかも不正確な詩で、漢字の附記が無かったなら発表するだけの価値もなかろう」と評している。
1967年（昭和42年）、テヘラン大学留学中のペルシア文学者岡田恵美子は、イランの研究者に写真版を紹介した。この写真版を見たモジュタバー・ミーノヴィーは、第1文は一見すると四行詩のように見えるが、実際は前半2行と後半2行で韻律が異なっており、後半は韻律から『シャー・ナーメ』から引用とみて間違いないが、前半は別の詩からの引用であることを指摘した。
ペルシア文学者の黒柳恒男は、第1文の後半2行が『シャー・ナーメ』のゴシュタースプ王治世からの引用であることを突き止め、1977年（昭和52年）7月、イランのマシュハドで開かれたフェルドゥスィー国際会議において発表した「シャー・ナーメにおけるフェルドゥスィーの宿命観」の中で、この事実を紹介した。
1988年（昭和63年）、岡田恵美子は、11世紀の詩人ファフルッディーン・アサド・グルガーニーによる悲恋物語『ヴィースとラーミーン』を翻訳中、第1文の前半2行が『ヴィースとラーミーン』第77章からの引用であることを発見した。
アラブ・ペルシアの詩は各対句ごとの構造上・意味上の独立性が強いため、長大な作品から一対句のみを取り出して鑑賞することがしばしば行われる。なお、『シャー・ナーメ』『ヴィースとラーミーン』ともに、現在に伝わる本文とは多少の異同がある。
第2文の出典については長らく議論されている。古文書学者の荻野三七彦は、ルバーイー形式の四行詩であることから、ウマル・ハイヤームの『ルバイヤート』の逸文ではないかと推測したが、黒柳恒男は、韻律が崩れているとして否定している。中東文化研究者の杉田英明は、「古典の引用というよりはむしろ、その場において即興で詠まれたものかもしれない。民謡形式に由来するその韻律は、日本の和歌や俳句同様、即興にもよく適するからである」としている。
また、識語には「南番三宝名 ハフツタラ ホタラム ヒク」と読みとれる箇所があるが、その意味は明らかになっていない。中東史研究者の小林元は、「ハスッタラ」を「ムスタファ」、「ホトラム」を「フトラーム」、「ヒク」を「ベッグ」に比定すれば、ムスリム名だと解釈することができるのではないか、としている。また小林は、「ハスッタラ」を「ムスタファ」すなわちムハンマドの異名、「ホトラム」を「フトラート」すなわちムハンマドの制律ないし垂示、「ヒク」を「ベック」すなわちイスラームの教役者に対する敬称と解釈すれば、イスラームにおいて三宝、すなわち仏・法・僧に対応する言葉だと解釈することも可能である、としている。

## 内容

### 第1文前半（『ヴィースとラーミーン』より）
جهان خرمى با كس نماند
فلك روزى دهد روزى ستاند
- 羽田亨訳
  - “The world of joy will last with no one for ever, / The Heaven gives (fortune) to-day, and takes (it) back to-morrow,”[注釈 2]
  - 「世の歓楽は永続するものに非ず／天は今日人に歓楽を与へ明日はこれを奪ふ」[注釈 3]
- 小林元訳「喜びの世界はいづれのものにありてもとはに続かず、／天はこの日幸ひすれどもかの日そを取り消すべし、」[42]
- 前嶋信次訳「喜びの世は誰にも永続きせぬもの／天は今日あたえ、明日はとり去る」[24]
- 亜実理レザ[注釈 4]訳「幸福な人生は誰にも永遠なものではなく、／幸福な人生はある日与えられ、またある日とり去られる。」[44]
- 黒柳恒男訳「歓喜（）の世はだれにも永続きしない／天はある日（歓喜）を与え、ある日奪い去る」[43]
- 杉田英明訳「喜びの世は誰にも永くはとどまらない。／天はある日（それを）与え、ある日奪い去る。」[45]
- 岡田恵美子訳「歓びの世は誰にも永続きはしない／天は（それを）ある日与え、ある日とり去る」[3]

『ヴィースとラーミーン』第77章において、ヒロインのヴィース王妃が、道ならぬ恋の相手である王弟ラーミーンに送った手紙の一節である。原文は「麗しの春は誰にも永くはとどまらない。世はある日（それを）与え、ある日奪い去る。」（杉田英明訳）であり、一部の語句は異なるが、意味は変わらない。

### 第1文後半（『シャー・ナーメ』より）

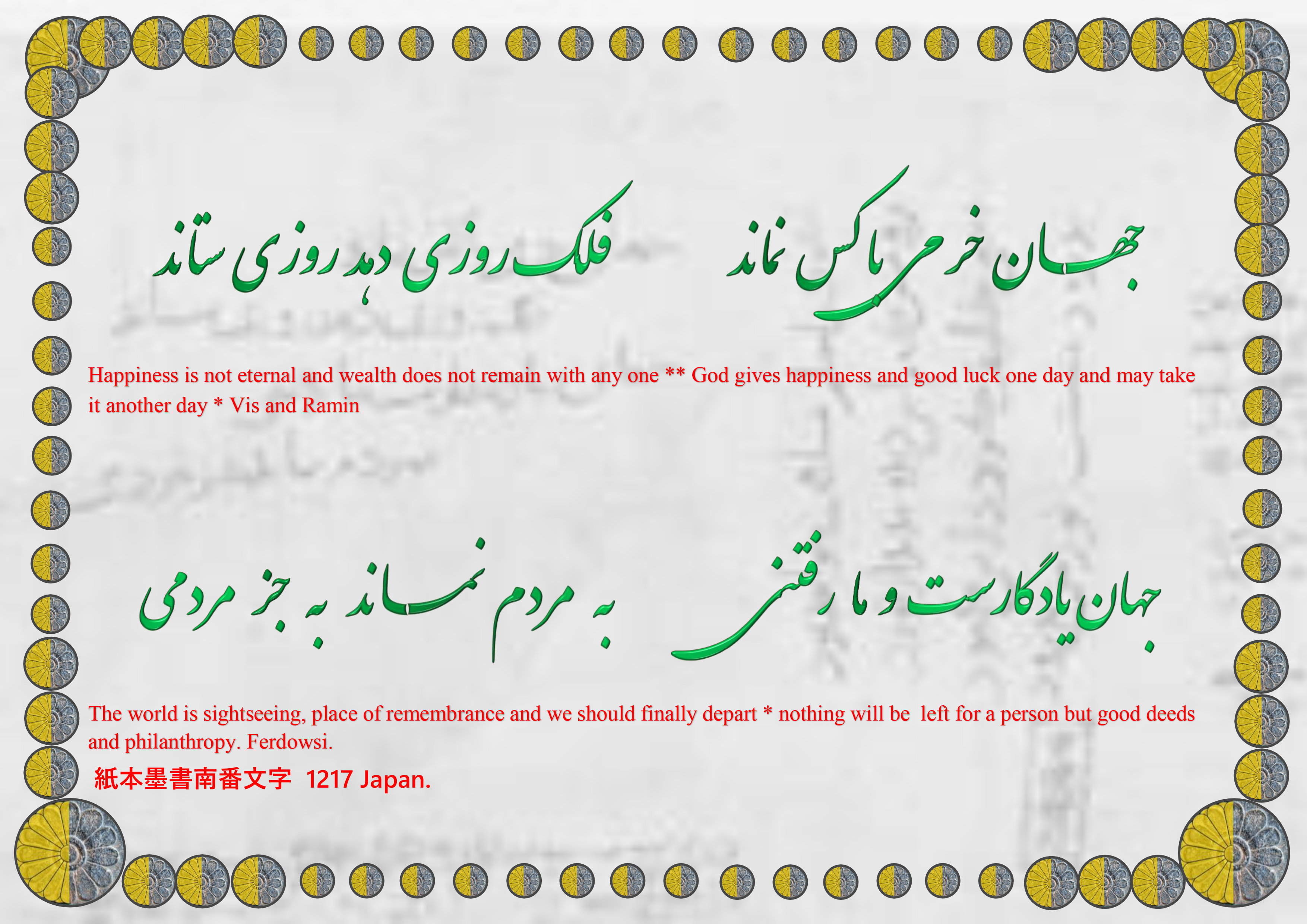
ペルシア語にて書き起こしたもの

جهان يادگارست و ما رفتنى
به مردم نماند به جز مردمى
- 羽田亨訳
  - “The world is a memory, and we are all to depart, / Nothing will remain of man besides his noble deeds.”[注釈 2]
  - 「世界は記録なり吾等は之と別れざる可らず／残存するものはただ功業のみ」[注釈 3]
- 小林元訳「世界は追憶にも似て、われらすべては袂をわかち、／気高き行ひのほか、ひとに残るものはあらじ。」[42]
- 前嶋信次訳「この世は思い出にて、われらは去り行くもの／よき行のほか何が残ろう」[24]
- 亜実理レザ訳「世界は不滅であり、我々は消滅してゆく、／人間に残されるのは、良い行為だけである。」[44]
- 黒柳恒男訳「世は思い出にして、われらは去り行く身／人に残るのはただ善行のみ」[43]
- 杉田英明訳「世は思い出にして我ら去るべき身。／善行のほか人には何もとどまらない。」[45]
- 岡田恵美子訳「世は思い出、われらは去りゆく者／人に残るのは善き行いのみ」[3]

『シャー・ナーメ』ゴシュタースプ王の巻において、王の息子イスフィンディヤールと英雄ルスタムが戦うに際し、霊鳥スィームルグがルスタムに忠告にしたのに対して、ルスタムが答えた科白の一節である。後半は、原文は「善行のほか世界には何もとどまらない」（杉田英明訳）。

### 第2文
- 羽田亨訳
  - “If there be indulgence in regard to my life, / I shall brignten my eyes by looking on your face, / But if this blue (sky) were to turn against me, / You bid me farewell and I bid you the same.” （1909年発表）[注釈 2]（前嶋信次訳「もしわが生涯にめぐみ下らば／おんみの顔みて、眼を輝かさむ／されど青き空つれなく変らば、／おんみは別れ去り、我もしかせむ」[48]）
  - “Hero will possess the mildness and benevolence, / Let my eyes brighten quickly by looking on your face, / That is to say, my companion has made my heart (eyes) blue, / This is my farewell; you, farewell from me.” （1953年発表）[注釈 2]
  - 「英雄は温雅と慈悲とを持つならん／願はくは速やかに其の顔容によりて我が眼を輝かしむるを得ん／我が友は我が眼を青くせり（青は悲哀の色）／これ我が告別の言葉なり 汝に致せる我が告別の言葉なり」[注釈 3]
- クレマン・ユアール（英語版）訳 «Le héros possédera la mansuétude et ala bienveillance. Bends moi clair cet œil par ton viasge, vite! ― C'est-à-dire, ma compagne a rendu mon œil bleu (couteur de deuil); c'est mon adieu; toi, adieu de moi!»[49] （前嶋信次訳「英雄にのぞましきは優しさと寛大さよ／いざ、おんみの顔でわが目を輝かさしてよ／友がわが眼を別れにて青く（くもら）したれば。／いざさらば、友よ、いざさらば」[48]）
- 亜実理レザ訳「男によいでき事の以前には忍耐がある、／人とのであいはあなたの瞳に光を与え、／まさに暗い瞳が明るく輝く、／私からあなたに挨拶を贈ろう、」[44]
- 黒柳恒男訳「もしわが死（神）に寛大さがあるならば／早くそなたに会ってこの目を輝かそう／つまり、青い鎌（大空）は愛想がよくなる／わが別れの言葉、そなたへのわが別れの言葉」[50]
- 杉田英明訳「もしわが死神に寛大さがあるならば、／私は早く御身に再会してこの眼を輝かそう。／つまりこの碧〔い空〕は優しきものとなるだろう。／（これぞ）わが惜別、御身へのわが惜別の言葉なり。」[45]

ルバーイー形式の四行詩であるが、韻律はかなり崩れている。また、第1文に比べ書体の崩れが大きく、判読が困難で、特に1行目と3行目は判読によってかなり解釈が異なる。
なお、『インドの遺跡におけるペルシア語の碑文 』の著者であるモハンマド・アジャムは、次のように述べている：
異国人がペルシア語の詩を暗記していたことは、これらの詩が有名であり、かつ重要なものであることを示している。3つの詩とも、イランの著名な詩人の作である。第一文は、ファフルッディーン・アサド・グルガーニーの叙事詩『ヴィースとラーミーン』   、第二文は、フェルドウスィー  の叙事詩『シャー・ナーメ』、第3文は、ラシードゥッディーンの『集史 』 からの引用である。第3文の詩は、『シャー・ナーメ』に登場するイランの神話上の人物イーラジが、父 フェリドゥーン と永遠の悲しみの別れをする場面を語っている。 . 惜別の詩である、第2文の四行詩の第3句はこれまで様々な解釈がされてきたが、現在は、『シャーナーメ（王書）』に登場する神話上の王フェリドゥーンと息子のイーラジとの永遠の悲しみの別れについての詩であることが判明している。四行詩は、ラシードゥッディーン・ファズロッラー・ハマダーニーが編纂した『集史』の135頁と136頁に記されている。
フェリドゥーンとイーラジの別れの物語は次のとおりである：フェリドゥーンはサルムにルームとユーラシア大陸の西方を、トゥールにトゥーラーンと中国を、イーラジにイランを与え、それぞれの国を治めさせた。しかしイーラジを妬む2人の兄はこれを不公平と非難する声明をフェリドゥーンとイーラジに送り、フェリドゥーンはこれに対して断固として立ち向かうことを表明した。フェリドゥーンはイーラジに身を守るよう助言するが、イーラジは兄たちへの信頼を捨てず、彼らに服従する道を選んだ。フェリドゥーンはサルムとトゥールにイーラジの決意を書いた書簡を送ったが彼らは聞き入れず、ついにイーラジを殺害した。

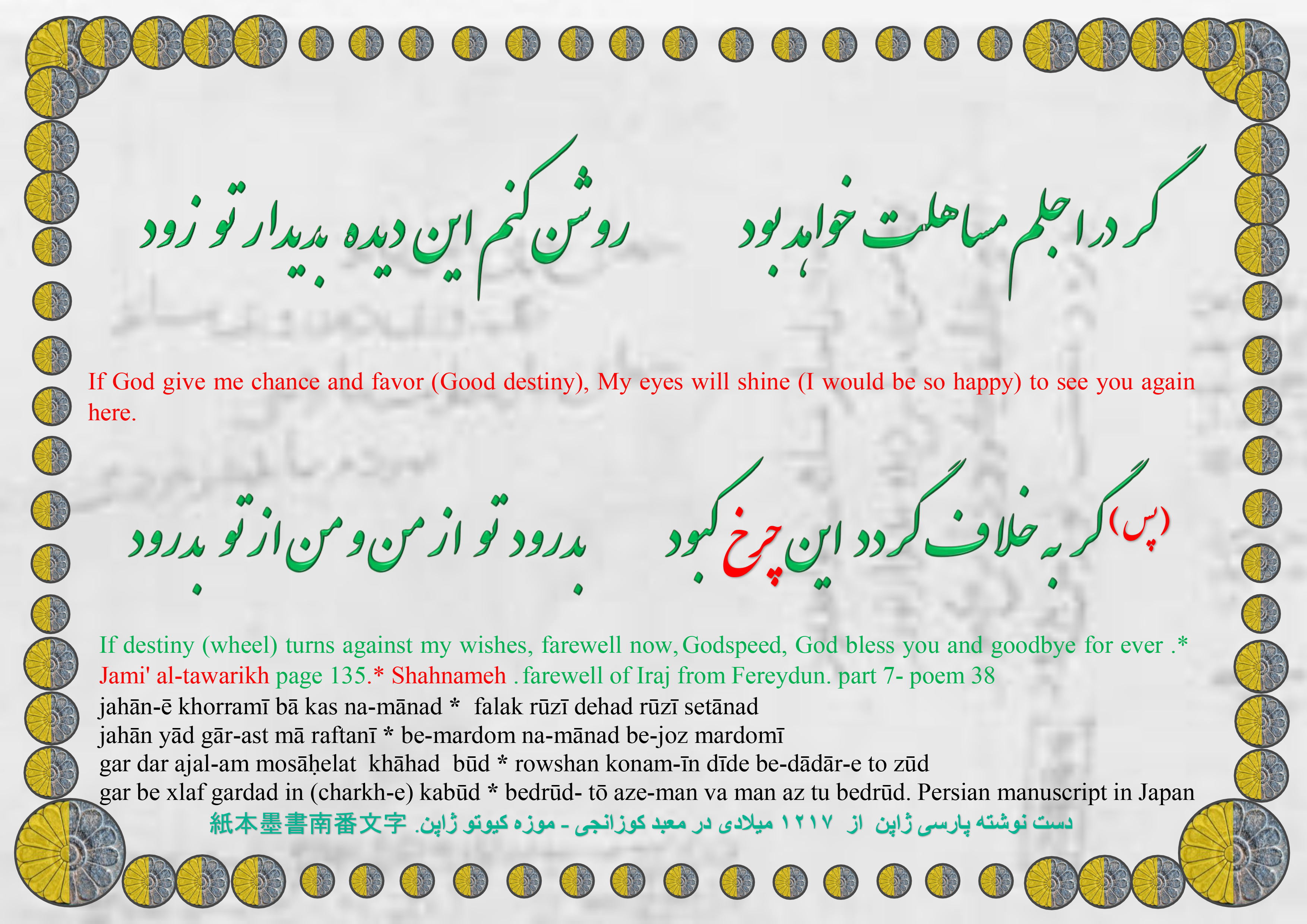
第2文をペルシア語にて書き起こしたもの

gar dar ajal-am mosāmeḥat khāhad būd
rowshan konam-īn dīde be-dīdār-e to z[ū]d
yaʿnī [ke] khalīq gardad-īn [charkh-e] kabūd
bedrūd-e man-ast tō ze-man bedrūd
「もしわが死神に寛大さがあるならば、／私は早く御身に再会してこの眼を輝かそう。／つまりこの碧〔い空〕は優しきものとなるだろう。／（これぞ）わが惜別、御身へのわが惜別の言葉なり。」（杉田英明訳）つまり、もし神が私に優しさと恵みを授けるなら、汝との再会を喜ぶことができるだろう、との意味である。「碧い空」とは、古代イランにおいて「運命」を意味し、「廻る天輪」とも言われた。”bedrūd”とは、もう二度と再会することができない別れの意味である。ここでは、もはや汝と会うことはできないだろうとの意味である。この句はペルシア語のことわざにもなっている。「さあ、お別れの時だ、さようなら、そなたの無事を願う（実際は自ら友と天国で会うことを願っている）」イランでは、ある人が遠く長い旅に出るとき、よく行われたお別れの挨拶である。
日本で発見された文書には、いくつかの文字が抜け落ちているが、当時は珍しいことではなかった。なぜなら、詩歌は口から口へと伝えられ、文字に書き写すことは少なかったためである。よってこのイラン人の水夫は詩を完全な形では書かなかったと思われる。いずれにせよ、この四行詩はペルシア語を話す人々の間では有名な詩であった。サアディーやシャフリヤール、イブンバトゥータなどは、ペルシア語の水夫の歌を引用している。

つまり、
1. gar dar ajal-am mosāhelat khāhad būd
意訳：私の死の時が訪れば
2. rowshan konam-īn dīde be-dīdār-e to z[ū]d
意訳：そなたに会い、あの世でのそなたとの再会を喜ぶだろう
3. Pas Gar be khalaaf Gardad Aas- e- kabūd.(chark e- kabud )
意訳：
4. bedrūd-e man-ast tō ze-man bedrūd
意訳：さあ、お別れの時だ、さようなら、そなたの無事を願う（実際、彼はその日本人と天国で会うことを願っている。イランでは、ある人が遠く長い旅に出るとき、よく行われたお別れの挨拶である）
と読めるという 。作者は、廻る天輪、碧い天について述べている。作者の意図としては、有名なことわざである「山と山は出会えないが、人と人は出会える」という思いを主張しているのだということである。